# Samson
Samson — плавучий кран, який використовує данська компанія DBB Salvage.
Споруджений на південнокорейській корабельні Hyup Sung Shipbuilding у 1998 році.
Має вантажність до 900 тонн. Для закріплення на місці проведення робіт обладнаний двома опорами довжиною по 20 метрів, які дозволяють діяти на глибинах до 14 метрів.

## Завдання судна

### Офшорна вітроенергетика
У 2003 році Samson взяв участь у спорудженні фундаментів данської ВЕС Самсо (протока Каттегат), подаючи палі вагою до 300 тон під забивання самопідіймальному судну Vagant.
Також він провів монтаж офшорної трансформаторної підстанції на шведській ВЕС Ліллгрунд, введеній в експлуатацію у 2007 році в протоці Ересунн (з'єднує Балтійське та Північне моря повз Копенгаген). 
В 2008 році на ВЕС Робін-Рігг (Ірландське море, затока Солвей-Ферт) кран змонтував дві офшорні підстанції.
Ще одним проєктом в офшорній вітроенергетиці для Samson повинне було стати встановлення шести фундаментів вагою по 760 тонн на станції Альфа-Фентус у німецькому секторі Північного моря. Проте кран не впорався із завданням та був замінений на Taklift 4.

### Монтаж мостів
В 2012 році Samson демонтував секції залізничного моста Jernbanebroen через Лім-фіорд (система проток між Північним морем і Каттегатом через північну частину півострова Ютландія). Міст було пошкоджено внаслідок зіткнення з вантажним судном Ramona.
В 2015 році кран здійснив монтаж конструкцій розвідного моста у Wilhelmsburg (Гамбург), який став найбільшою спорудою такого типу в Європі.

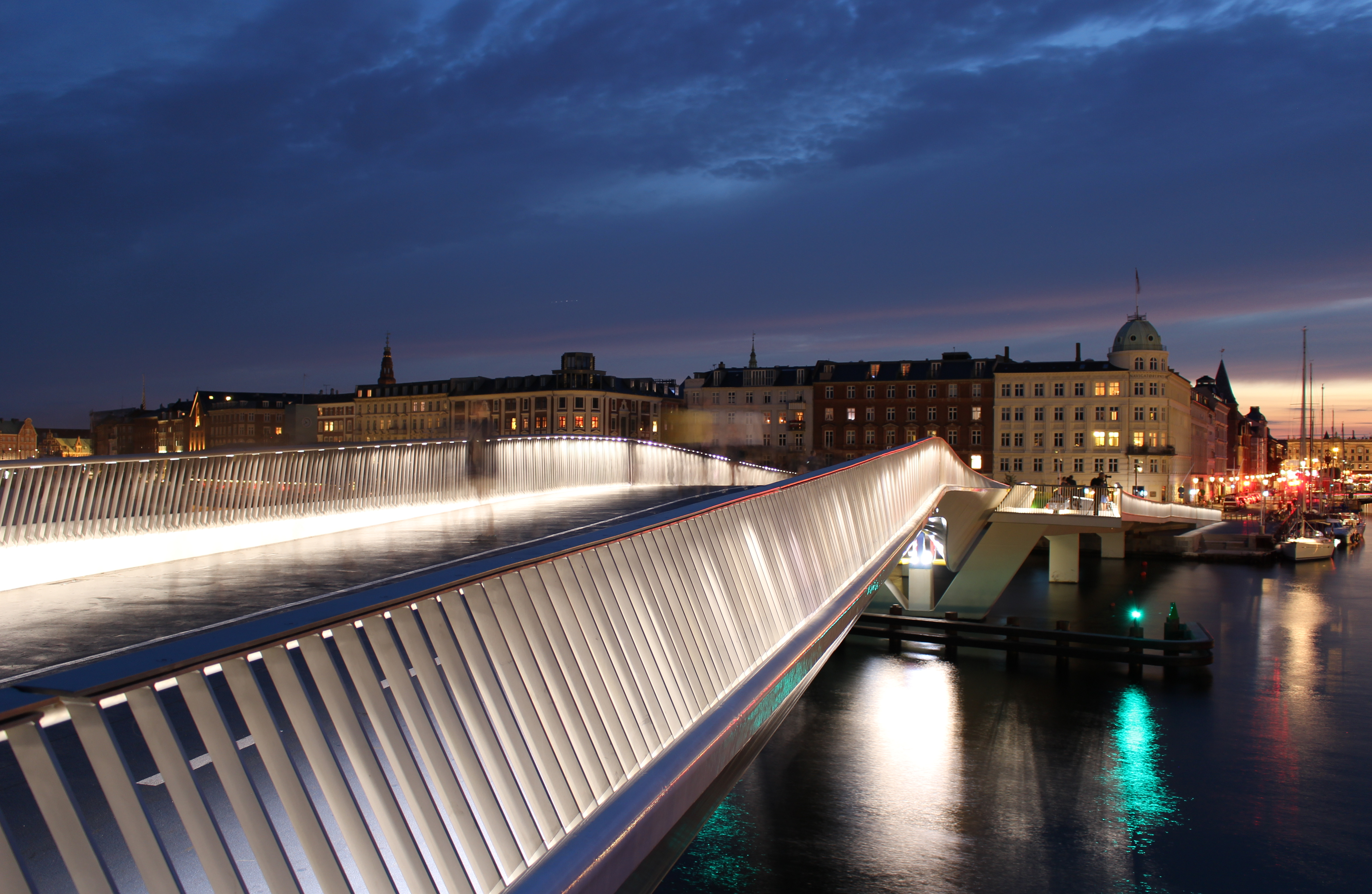
Мост Kyssebroen

У тому ж 2015-му Samson встановив центральну секцію моста Inderhavnsbro («міст у внутрішній гавані»), що з'єднав два райони данської столиці Копенгагена. Міст відомий передусім своїм архітектурним рішенням та має неофіційну назву Kyssebroen («міст, що цілується»).
В 2017 році кран демонтував 220-тонну секцію іншого копенгагенського моста Bryghusbroen та протранспортував її до місця, де провадитимуться відновлювальні роботи. Через кілька місяців вона має повернутись на своє місце.

### Рятувальні роботи
У грудні 2005 року Samson разом з іншим краном DBB Lift 1 провели операцію з підйому судна Maritime Lady, яке затонуло на річці Ельба біля Брунсбюттель (земля Шлезвіг-Гольштейн).

### Інші завдання
З 2016 року кран брав участь у будівництві нового причалу в порту Вісбю на шведському острові Готланд. Ця споруда матиме можливість одночасно приймати два великі круїзні судна, що входить до плану розвитку туризму в місті, включеному до списку світової спадщини ЮНЕСКО.